# Маліна Вайсман
Маліна Опал Вайсман (англ. Malina Opal Weissman; нар. 12 березня 2003, Нью-Йорк, США) — американська акторка і модель. Відома за роллю Кари Зор-Ел в дитинстві у телесеріалі «Супердівчина», Ейпріл О'Ніл в дитинстві у фільмі «Підлітки-мутанти черепашки-ніндзя», а також Вайолет Бодлер у телесеріалі «Низка злощасних подій».

## Біографія
Кар'єру моделі розпочала у віці 8 років в нью-йоркському агентстві своєї матері. Позувала для таких брендів як Calvin Klein, Ральф Лорен, Benetton Group, Levi Strauss, DKNY та H&M. Знімалась в рекламі для Chattem, Maybelline та My Little Pony.
Як акторка дебютувала у фільмі 2014 року «Підлітки-мутанти черепашки-ніндзя».
Вільно володіє англійською, німецькою та іспанською мовами.

## Фільмографія
- 2014 — Підлітки-мутанти черепашки-ніндзя — Ейпріл О'Ніл в дитинстві
- 2015 — Супердівчина — Кара Зор-Ел в дитинстві
- 2016 — Спраглий — дівчинка в парку
- 2016 — Складні люди — Рене Епштейн
- 2017 — Низка злощасних подій — Вайолет Бодлер